# 新郷村 (茨城県)
新郷村（しんごうむら）は茨城県の西部、猿島郡に属していた村。

## 概要
- 埼玉県と境を接する。日光街道中田宿が村の中心地となっていた。役場跡地は中田公民館になっている。

## 地理
現在の古河市の南西部、旧古河市の南部に位置する。
- 河川：利根川、渡良瀬川

## 歴史

### 村域の変遷
- 1889年（明治22年）4月1日 - 町村制施行により、中田町と中田新田、大山村、茶屋新田、坂間村、鳥喰村、新久田村、駒ヶ崎村、鴻巣村、牧野地村、長谷村、立崎村、伊賀袋村が合併し西葛飾郡新郷村が成立する。
- 1896年（明治29年）3月29日 - 西葛飾郡と猿島郡が統合し猿島郡となる。
- 1932年（昭和7年）7月1日 - 伊賀袋、立崎の一部が分離し、埼玉県北埼玉郡川辺村に編入。
- 1955年（昭和30年）3月15日 - 古河市に編入。同日新郷村廃止。
- 2005年（平成17年）9月12日 - 古河市が猿島郡総和町、三和町と合併し、新たに古河市が発足。

### 変遷表
| 葛飾郡 （西葛飾郡） |              | 中田町   | 新郷村 | 明治29年3月29日 猿島郡に編入 | 新郷村                     | 昭和30年3月15日 古河市に編入                | 古河市                 | 茨城県 古河市 |
| 葛飾郡 （西葛飾郡） | 新久田村     |          | 新郷村 | 明治29年3月29日 猿島郡に編入 | 新郷村                     | 昭和30年3月15日 古河市に編入                | 古河市                 | 茨城県 古河市 |
| 葛飾郡 （西葛飾郡） | 鴻巣村       |          | 新郷村 | 明治29年3月29日 猿島郡に編入 | 新郷村                     | 昭和30年3月15日 古河市に編入                | 古河市                 | 茨城県 古河市 |
| 葛飾郡 （西葛飾郡） | 駒ケ崎村     |          | 新郷村 | 明治29年3月29日 猿島郡に編入 | 新郷村                     | 昭和30年3月15日 古河市に編入                | 古河市                 | 茨城県 古河市 |
| 葛飾郡 （西葛飾郡） | 長谷村       |          | 新郷村 | 明治29年3月29日 猿島郡に編入 | 新郷村                     | 昭和30年3月15日 古河市に編入                | 古河市                 | 茨城県 古河市 |
| 葛飾郡 （西葛飾郡） | 牧野地村     |          | 新郷村 | 明治29年3月29日 猿島郡に編入 | 新郷村                     | 昭和30年3月15日 古河市に編入                | 古河市                 | 茨城県 古河市 |
| 葛飾郡 （西葛飾郡） | 立崎村       |          | 新郷村 | 明治29年3月29日 猿島郡に編入 | 新郷村                     | 昭和30年3月15日 古河市に編入                | 古河市                 | 茨城県 古河市 |
| 葛飾郡 （西葛飾郡） | 鳥喰村       |          | 新郷村 | 明治29年3月29日 猿島郡に編入 | 新郷村                     | 昭和30年3月15日 古河市に編入                | 古河市                 | 茨城県 古河市 |
| 葛飾郡 （西葛飾郡） | 中田新田     |          | 新郷村 | 明治29年3月29日 猿島郡に編入 | 新郷村                     | 昭和30年3月15日 古河市に編入                | 古河市                 | 茨城県 古河市 |
| 葛飾郡 （西葛飾郡） | 茶屋新田     |          | 新郷村 | 明治29年3月29日 猿島郡に編入 | 新郷村                     | 昭和30年3月15日 古河市に編入                | 古河市                 | 茨城県 古河市 |
| 葛飾郡 （西葛飾郡） | 坂間村       |          | 新郷村 | 明治29年3月29日 猿島郡に編入 | 新郷村                     | 昭和30年3月15日 古河市に編入                | 古河市                 | 茨城県 古河市 |
| 葛飾郡 （西葛飾郡） | 大山村       |          | 新郷村 | 明治29年3月29日 猿島郡に編入 | 新郷村                     | 昭和30年3月15日 古河市に編入                | 古河市                 | 茨城県 古河市 |
| 葛飾郡 （西葛飾郡） |              | 伊賀袋村 | 新郷村 | 明治29年3月29日 猿島郡に編入 | 昭和7年7月1日 川辺村に編入 | 昭和30年4月1日 北川辺村 昭和46年4月1日 町制 | 平成22年3月23日 加須市 | 埼玉県 加須市 |
| 葛飾郡 （西葛飾郡） | 立崎村の一部 |          | 新郷村 | 明治29年3月29日 猿島郡に編入 | 昭和7年7月1日 川辺村に編入 | 昭和30年4月1日 北川辺村 昭和46年4月1日 町制 | 平成22年3月23日 加須市 | 埼玉県 加須市 |

## 大字
- 中田（なかだ）
- 新久田（あらくだ）
- 鴻巣（こうのす）
- 駒ケ崎（こまがさき）
- 長谷（はせ）
- 牧野地（まきのじ）
- 立崎（たつざき）
- 鳥喰（とりはみ）
- 中田新田（なかだしんでん）
- 茶屋新田（ちゃやしんでん）
- 坂間（さかま）
- 大山（おおやま）

## 経済
農業
『大日本篤農家名鑑』によれば、新郷村の篤農家は「秋庭彌一郎、小倉信八郎、今泉倍蔵、塚田理三郎、江田喜代之助」などがいた。

## 人口・世帯

### 人口
総数 [単位： 人]
| 1891年（明治24年） | 3,706 |
| 1920年（大正 9年） | 3,855 |
| 1935年（昭和10年） | 4,185 |
| 1950年（昭和25年） | 5,860 |

### 世帯
総数 [単位： 世帯]
| 1920年（大正 9年） | 642   |
| 1935年（昭和10年） | 662   |
| 1950年（昭和25年） | 1,016 |

## 交通

### 道路
- 一級国道
  - 国道4号

## 名所・旧跡
- 古河公方足利成氏舘址 - 新郷村鴻巣にある[2]。それに隣接する公方義氏墓所と共に1934年、県史蹟に指定される[2]。

## 出身・ゆかりのある人物
- 小久保喜七（自由民権家、貴族院議員、衆議院議員[3]） - 中田出身。
- 斉藤丑松（作曲家・ホルン奏者）